# Evangelische Kirche (Weißenbach)

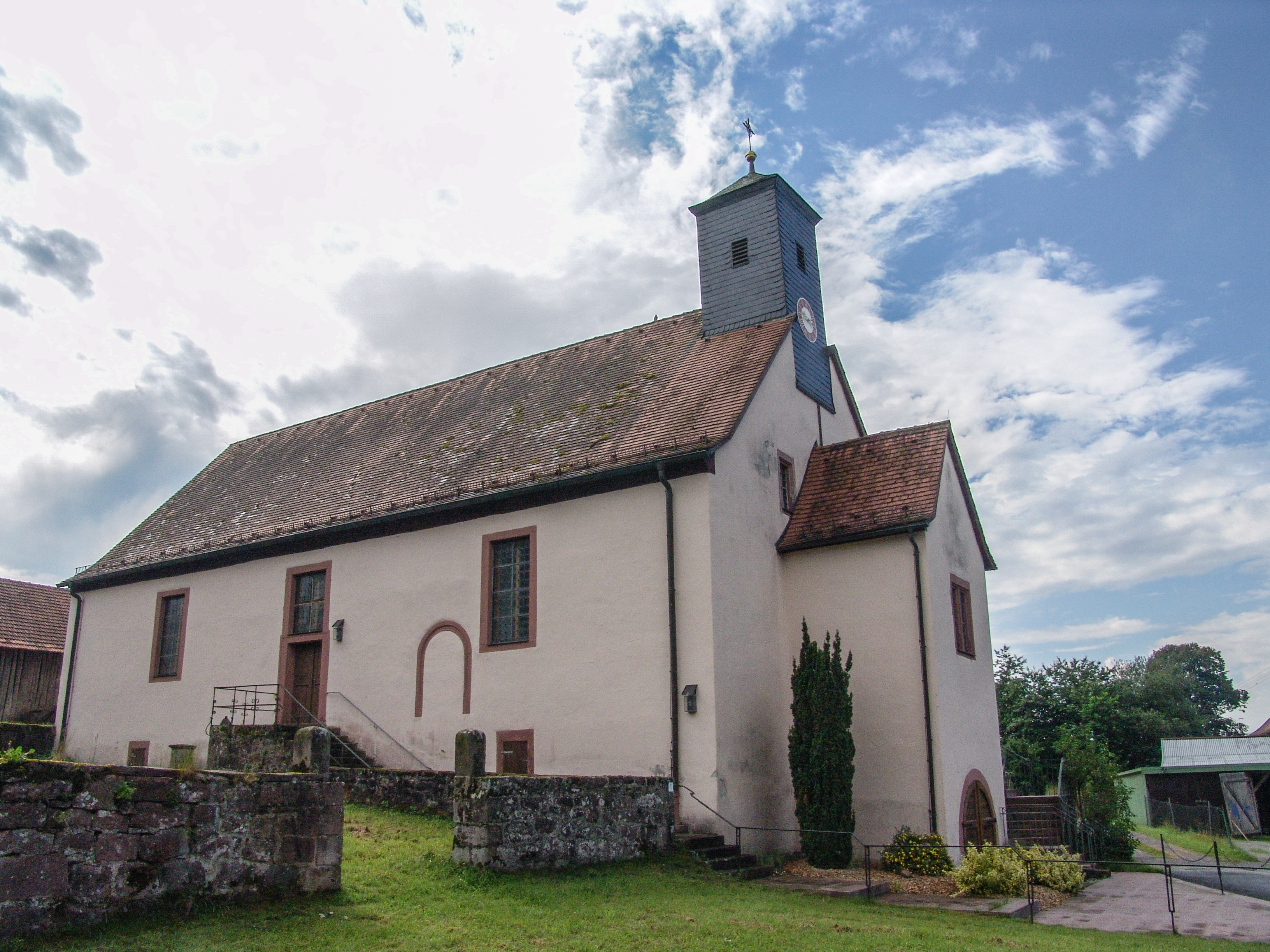
Die Kirche in Weißenbach

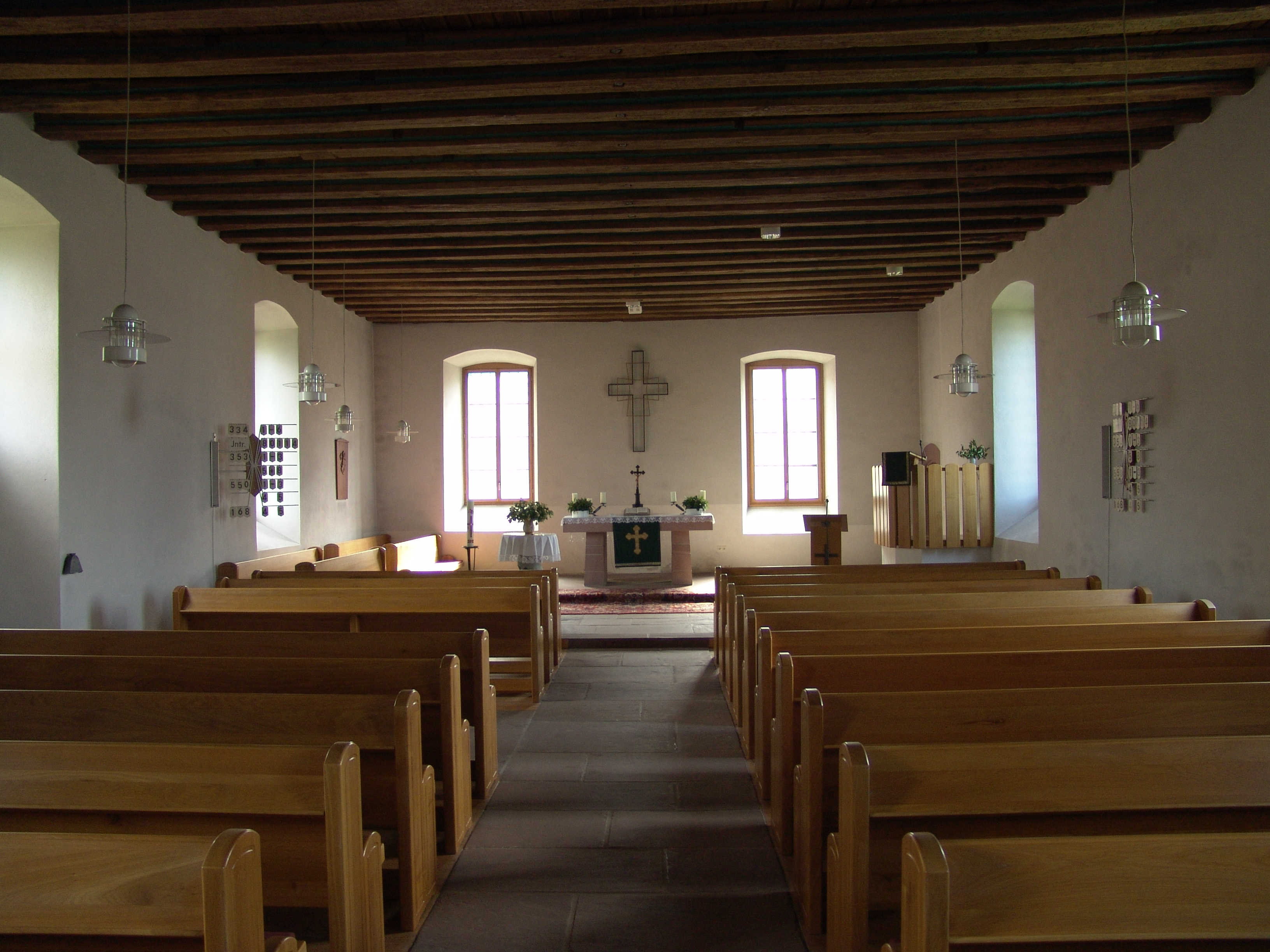
Der Innenraum der Kirche

Die evangelisch-lutherische Pfarrkirche von Weißenbach, einem Gemeindeteil von Zeitlofs im unterfränkischen Landkreis Bad Kissingen, ist eine Dorfkirche. Sie gehört zu den Baudenkmälern von Zeitlofs und ist zusammen mit der Kirchhofmauer unter der Nr. D-6-72-166-10 in der Bayerischen Denkmalliste registriert. Hier ist der Sitz der Pfarrei Weißenbach im Dekanat Lohr am Main. Zur Pfarrei gehören die Filialen Detter und Heiligkreuz.

## Geschichte
Die Ortschaft Weißenbach ist östlich neben Schloss Weißenbach, ein Stammsitz der Freiherren von Thüngen, entstanden und gehörte ursprünglich zur Urpfarrei Oberleichtersbach. Mit der Gründung der Pfarrei Zeitlofs im Jahr 1453 wurde Weißenbach zur dortigen Filiale. Die Dorfherren führten im Jahr 1553 die Reformation in Weißenbach ein. Zu Anfang des 17. Jahrhunderts wurde die Kirche erbaut. Im Jahr 1745 wurde Weißenbach schließlich von Zeitlofs abgetrennt und zur Pfarrei erhoben. Im Jahr 2024 erhielt die bis dahin namenlose Kirche nach einer Abstimmung durch die Gemeindemitglieder den Namen "Begegnungskirche".

## Beschreibung
Die Kirche ist ein zweigeschossiges Gebäude mit einem Dachreiter über der westlichen Giebelwand. Dieser ist ein Vorbau vorgelagert, der als Eingangshalle dient. Der rechteckige Kirchenraum befindet sich im Obergeschoss. Er besitzt eine flache Holzdecke und drei Fensterachsen. Die Fenster sind Segmentbögen.

## Ausstattung
Die Kirche ist einfach eingerichtet. Die Kirchenbänke, die Verkleidung der Kanzel und auch das Orgelgehäuse bestehen aus hellem Holz. Der steinerne Altar steht vor der östlichen Wand, über ihm ist ein Kruzifix angebracht. Der Taufstein wurde um das Jahr 1700 geschaffen. Die Orgel ist an der westlichen Wand ebenerdig aufgestellt.